# Nezha nao hai
Nezha nao hai (哪吒闹海) är en kinesisk tecknad äventyrsfilm från 1979 i regi av Wang Shuchen. Den handlar om prins Nezha som föds ur en lotusblomma och bekämpar drakkungen och hans tre bröder som plågar Kina med stormar och torka. Handlingen är hämtad från kinesisk mytologi och bygger på en episod i 1500-talsromanen Fengshen Yanyi. Förarbetet med filmen började redan före kulturrevolutionen, men produktionen tvingades att skjutas upp i tio år.
I Kina tilldelades filmen kulturministeriets pris för bästa film och Hundra blommor-priset för bästa animerade film. Den visades utom tävlan vid filmfestivalen i Cannes 1980.